# Меллор, Джек
Джон Ме́ллор (англ. John Mellor; 1906 — дата смерти неизвестна), более известный как Джек Меллор (англ. Jack Mellor) — английский футболист, выступавший на позиции защитника.

## Биография
Родился в Олдеме. Начал карьеру в клубе «Виттон Альбион». В июне 1929 года перешёл в «Манчестер Юнайтед». Дебютировал в основном составе 15 сентября 1930 года в матче Первого дивизиона против «Хаддерсфилд Таун». Выступал за клуб на протяжении 6 сезонов, сыграв в 122 официальных матчах. В январе 1937 года был продан в валлийский клуб «Кардифф Сити». Дебютировал за «Кардифф» в матче против «Лутон Таун». Выступал за клуб два сезона. В 1939 году завершил карьеру из-за травмы.